# Philip Opiyo
Philip Opiyo Wire (27 febbraio 1979) è un ex calciatore keniota, di ruolo difensore.

## Carriera

### Nazionale
Convocato per la Coppa d'Africa 2004, giocherà 4 match di qualificazioni alla Coppa del mondo 2006.